# Opistognathus rufilineatus
Opistognathus rufilineatus är en fiskart som beskrevs av Smith-vaniz och Allen 2007. Opistognathus rufilineatus ingår i släktet Opistognathus och familjen Opistognathidae. Inga underarter finns listade i Catalogue of Life.